# جوليا كوين
جوليا كوين (بالإنجليزية: Julia Quinn)‏ هي مؤلفة وكاتِبة أمريكية، ولدت في 1970 في الولايات المتحدة.

## وصلات خارجية
- جوليا كوين على موقع IMDb (الإنجليزية)
- جوليا كوين على موقع قاعدة بيانات الفيلم (الإنجليزية)